# بيهاجنيس
بيهاجنيس (بالفرنسية: Béhagnies)‏ هي بلدية تقع في إقليم باد كاليه من منطقة نور با دو كاليه في شمال فرنسا. تبلغ مساحة هذه المدينة 3.06 (كم²)، وترتفع عن سطح البحر 108 م، يبلغ عدد سكانها 132 نسمة حسب إحصاء المعهد الوطني للإحصاء والدراسات الاقتصادية سنة 2009 م. وترأس Régis Leleu البلدية خلال فترة (2008-2014).